# Ахалсопелі (Тіанетський муніципалітет)
Ахалсопелі (груз. ახალსოფელი) — село в Грузії.
За даними перепису населення 2014 року в селі проживає 226 осіб.